# Lewis Ochoa
Lewis Ochoa (Turbo, Antioquia, Colombia; 4 de septiembre de 1984) es un exfutbolista colombiano. Jugaba como lateral derecho y se destacó con Millonarios, en donde conquistó 2 títulos.

## Trayectoria

### Inicios
Se forma en las divisiones inferiores del Independiente Medellín junto a su mejor amigo Iván Arturo Corredor y debuta en el año 2002 junto a él, Jugando inicialmente como delantero, antes de empezar a jugar como lateral derecho. Permanece en el equipo paisa hasta finales del año 2007.

### Atlético Huila
A inicios del año 2008 es prestado al Atlético Huila teniendo un rendimiento destacado y logrando el subcampeonato del Torneo Finalización 2009 con el club opita.

### Independiente Medellín
A inicios del año 2010 regresa al Independiente Medellín, lo cual le permite jugar la Copa Libertadores 2010.

### Millonarios
A inicios del año 2011 es transferido a Millonarios. En el club bogotano tiene un gran desempeño, se convertiría en un referente de la hinchada albi-azul después de su buen nivel mostrado en la Copa Sudamericana 2012. Logra alzar el título de campeón de Colombia en el segundo semestre del año 2012. Sería titular indiscutido por la banda derecha con el técnico colombiano Hernan Torres. 
Atravesó años de altibajos con el técnico JuanMa Lillo, puesto que su el español se decidiría por un esquema sin la necesidad de un lateral. Con la llegada de Ricardo Lunari, Lewis retomaría la titularidad, pero las frecuentes lesiones lo dejaron en un segundo plano y su puesto fue tomado por el canterano embajador Stiven Vega.
Renovaría con el cuadro embajador por un año más el 14 de diciembre de 2015.
Para el año 2016 luego de una irregular temporada donde además de estar constantemente lesionado fue suplente de Stiven Vega con Rubén Israel y no tuvo oportunidades con el entrenador Diego Cocca, puesto que era recambio de Gabriel Díaz, no renovó su contrato y dejó millonarios después de 240 partidos. Se iría con el registro de 4 goles anotados.

### Junior
A pedido del director técnico Alberto Gamero y el asistente Darío "Chusco" Sierra a comienzos de enero es confirmado como nuevo jugador del Atlético Junior para la temporada 2017.

## Clubes
| Club                   | País     | Año         |
| ---------------------- | -------- | ----------- |
| Independiente Medellín | Colombia | 2002 - 2007 |
| Atlético Huila         | Colombia | 2008 - 2009 |
| Independiente Medellín | Colombia | 2010        |
| Millonarios            | Colombia | 2011 - 2016 |
| Junior                 | Colombia | 2017        |
| Atlético Bucaramanga   | Colombia | 2017 - 2018 |
| Once Caldas            | Colombia | 2019        |

## Estadísticas
| Club                              | Temporada           | Liga  | Liga  | Copa Nacional | Copa Nacional | Copa Internacional | Copa Internacional | Total | Total |
| Club                              | Temporada           | Part. | Goles | Part.         | Goles         | Part.              | Goles              | Part. | Goles |
| --------------------------------- | ------------------- | ----- | ----- | ------------- | ------------- | ------------------ | ------------------ | ----- | ----- |
| Independiente Medellín · Colombia | 2002/07             | 63    | 3     | -             | -             | 2                  | 0                  | 65    | 3     |
| Independiente Medellín · Colombia | 2010                | 18    | 1     | 6             | 0             | 1                  | 0                  | 25    | 1     |
| Independiente Medellín · Colombia | Total               | 81    | 4     | 6             | 0             | 3                  | 0                  | 90    | 4     |
| Atlético Huila · Colombia         | 2008                | 32    | 2     | 6             | 0             | -                  | -                  | 38    | 2     |
| Atlético Huila · Colombia         | 2009                | 28    | 2     | 10            | 0             | -                  | -                  | 38    | 2     |
| Atlético Huila · Colombia         | Total               | 60    | 4     | 16            | 0             | 0                  | 0                  | 76    | 4     |
| Millonarios · Colombia            | 2011                | 26    | 1     | 14            | 0             | -                  | -                  | 40    | 1     |
| Millonarios · Colombia            | 2012                | 31    | 1     | 3             | 1             | 10                 | 1                  | 44    | 3     |
| Millonarios · Colombia            | 2013                | 42    | 0     | 9             | 0             | 5                  | 0                  | 56    | 0     |
| Millonarios · Colombia            | 2014                | 29    | 0     | 8             | 0             | 2                  | 0                  | 39    | 0     |
| Millonarios · Colombia            | 2015                | 32    | 0     | 1             | 0             | -                  | -                  | 33    | 0     |
| Millonarios · Colombia            | 2016                | 24    | 0     | 2             | 0             | -                  | -                  | 26    | 0     |
| Millonarios · Colombia            | Total               | 184   | 2     | 37            | 1             | 17                 | 1                  | 238   | 4     |
| Junior · Colombia                 | 2017                | 5     | 0     | 3             | 0             | 4                  | 0                  | 12    | 0     |
| Junior · Colombia                 | Total               | 5     | 0     | 3             | 0             | 4                  | 0                  | 12    | 0     |
| Atlético Bucaramanga · Colombia   | 2017                | 15    | 0     | -             | -             | -                  | -                  | 15    | 0     |
| Atlético Bucaramanga · Colombia   | 2018                | 10    | 0     | -             | -             | -                  | -                  | 10    | 0     |
| Atlético Bucaramanga · Colombia   | Total               | 25    | 0     | 0             | 0             | 0                  | 0                  | 25    | 0     |
| Once Caldas · Colombia            | 2019                | 17    | 0     | -             | -             | -                  | -                  | 17    | 0     |
| Once Caldas · Colombia            | Total               | 17    | 0     | 0             | 0             | 0                  | 0                  | 17    | 0     |
| Total en su carrera               | Total en su carrera | 345   | 10    | 62            | 1             | 24                 | 1                  | 431   | 12    |

## Palmarés

### Campeonatos nacionales
| Título              | Club                   | País     | Año  |
| ------------------- | ---------------------- | -------- | ---- |
| Torneo Finalización | Independiente Medellín | Colombia | 2002 |
| Torneo Apertura     | Independiente Medellín | Colombia | 2004 |
| Copa Colombia       | Millonarios            | Colombia | 2011 |
| Torneo Finalización | Millonarios            | Colombia | 2012 |

### Distinciones individuales
| Distinción                                     | Año  |
| ---------------------------------------------- | ---- |
| Parte del Equipo Ideal de la Copa Sudamericana | 2012 |